# Lonchura striata
El capuchino culiblanco (Lonchura striata) es un especie de ave paseriforme de la familia Estrildidae que vive en el sur de Asia. Es especie muy conocida y extendida como mascota. 

## Descripción
El macho presenta dos manchas encima del pico y tienen el pecho de una tonalidad más blanca que la hembra, ya que esta tiene el pecho de un tono marrón oscuro. 

## Comportamiento
Son aves gregarias que pueden ir en grandes grupos. Puede incluso juntarse con pájaros de otro tipo de género, en la naturaleza suelen ir acompañados de capuchinos picoplatas de la India (Lonchura malabarica).
Su alimentación está basada en la ingesta de pequeñas semillas, algo de fruta y verdura y pequeños insectos.

## Enlaces externos

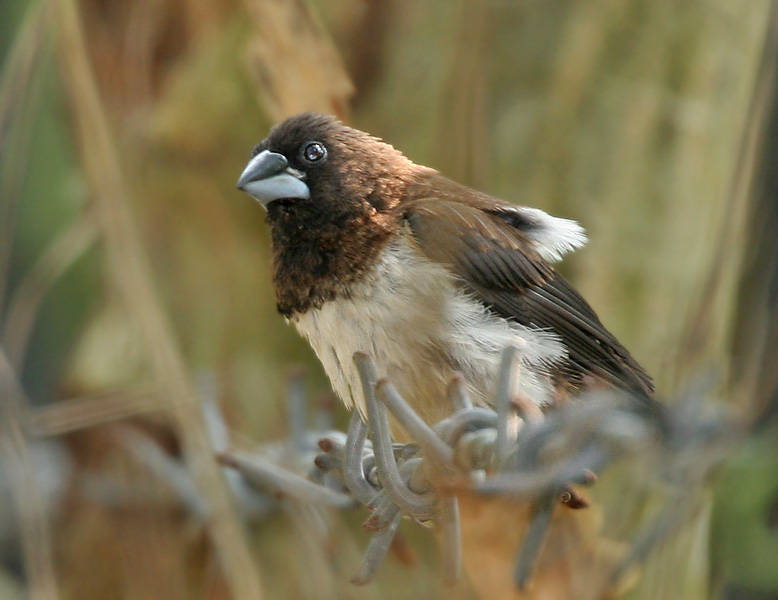
Adulto de L. s. acuticauda hembra después del baño